# إل. د. ريكيتس
إل. د. ريكيتس (بالإنجليزية: L. D. Ricketts)‏ هو مهندس معادن ‏ ومهندس وجيولوجي أمريكي، ولد في 19 ديسمبر 1859، وتوفي في 4 مارس 1940.